# William Abingdon
William L. Abingdon, né le 2 mai 1859 et mort le 17 mai 1918, était un acteur de théâtre britannique, qui s'est installé aux États-Unis. Il n'a pas seulement profité d'une longue carrière théâtrale, mais il est également apparu dans quatre films muets des années 1910.

## Filmographie
- 1914 : Manon Lescaut (en) : Baron de Brétigny
- 1916 : The Kiss of Hate (en)
- 1917 : Panthea : Sir Henry Mordaunt
- 1918 : Fedora (en) : Général Zariskene